# Aleksandrów Kujawski
Aleksandrów Kujawski là một thị trấn thuộc huyện Aleksandrowski, tỉnh Kujawsko-Pomorskie ở trung-bắc Ba Lan. Thị trấn có diện tích 7 km². Đến ngày 1 tháng 1 năm 2011, dân số của thị trấn là 12275 người và mật độ 1698 người/km².